# Кацурао

37°30′13″ пн. ш. 140°45′52″ сх. д. / 37.50361° пн. ш. 140.76444° сх. д.
Кацура́о (яп. 葛尾村, かつらおむら, МФА: [kat͡suɾao muɾa]) — село в Японії, в повіті Футаба префектури Фукусіма. Станом на 1 жовтня 2008 площа села становила 84,23 км². Станом на 1 січня 2009 населення села становило 1502 осіб.